# Kartuschlåda m/1893
Kartuschlåda m/1893 är en kartuschlåda som har använts inom försvarsmakten (dåvarande krigsmakten).

## Utseende
Denna kartuschlåda har ett lock i svart läder som i sin tur har en förgylld vapenplåt och avbildar regementets vapen. För officerare är vapnet blåemaljerat. Kartuschlådan bärs i en kartuschrem av 50 mm guldgalon vilken skall vara instucken under vänster axelträns, så att kartuschlådan hänger vågrätt på ryggen strax ovanför skärpet.

## Användning
Kartuschlådan användes av officerare och underofficerare vid artilleriet till attila m/1872 och attila m/1873. Manskap bar kartusch m/1880.
Idag används dock kartuschlådorna bland annat av den militärhistoriska föreningen Artilleriavdelningen i Göteborg.

## Fotografier

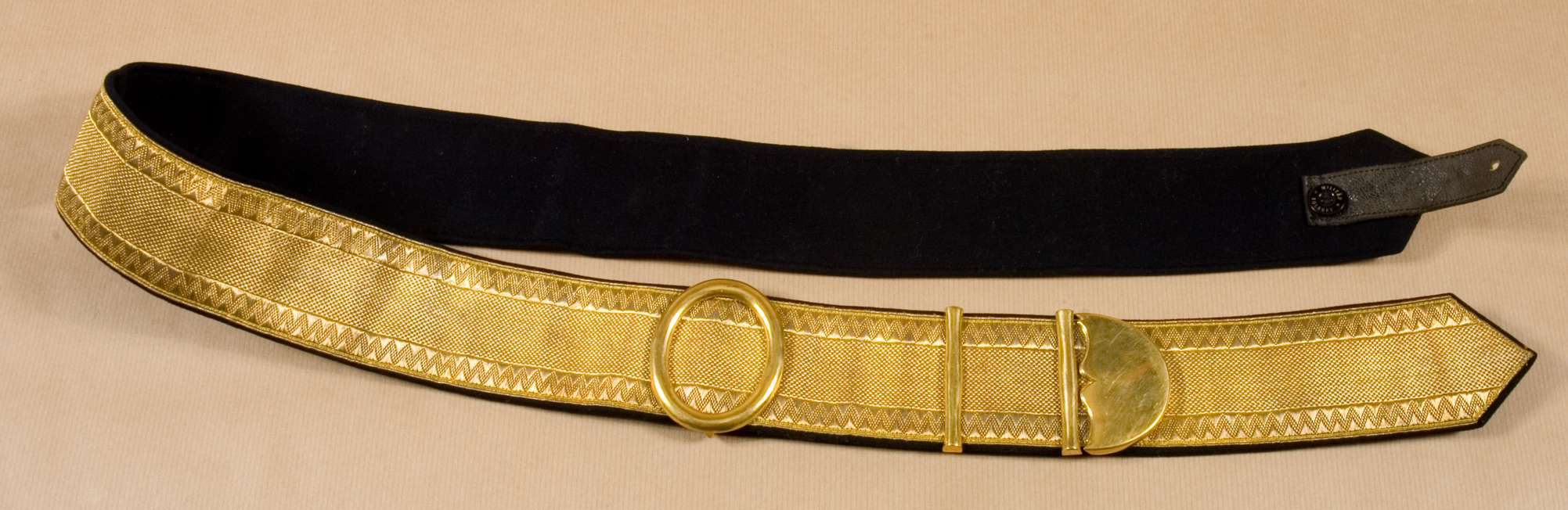
Rem till kartuschlåda m/1893.
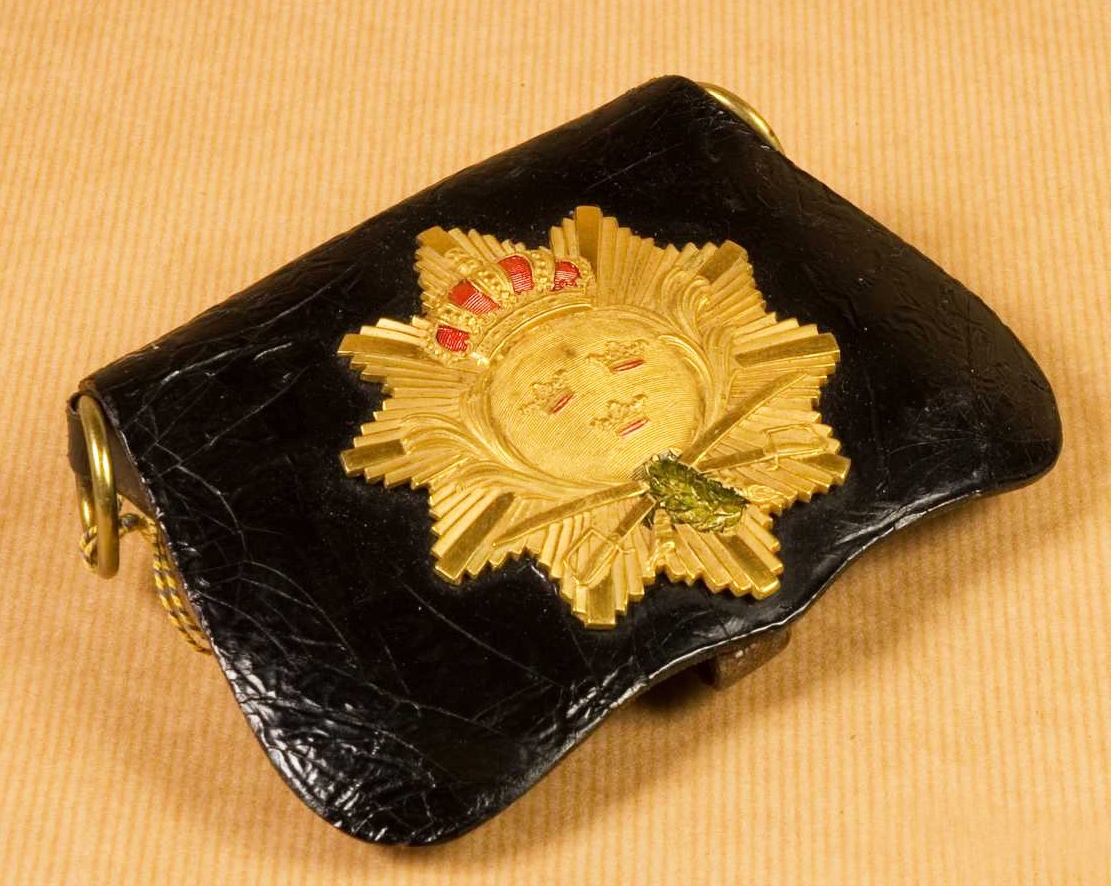
Kartuschlåda m/1893 för styckjunkare vid Svea artilleriregemente (A 1).
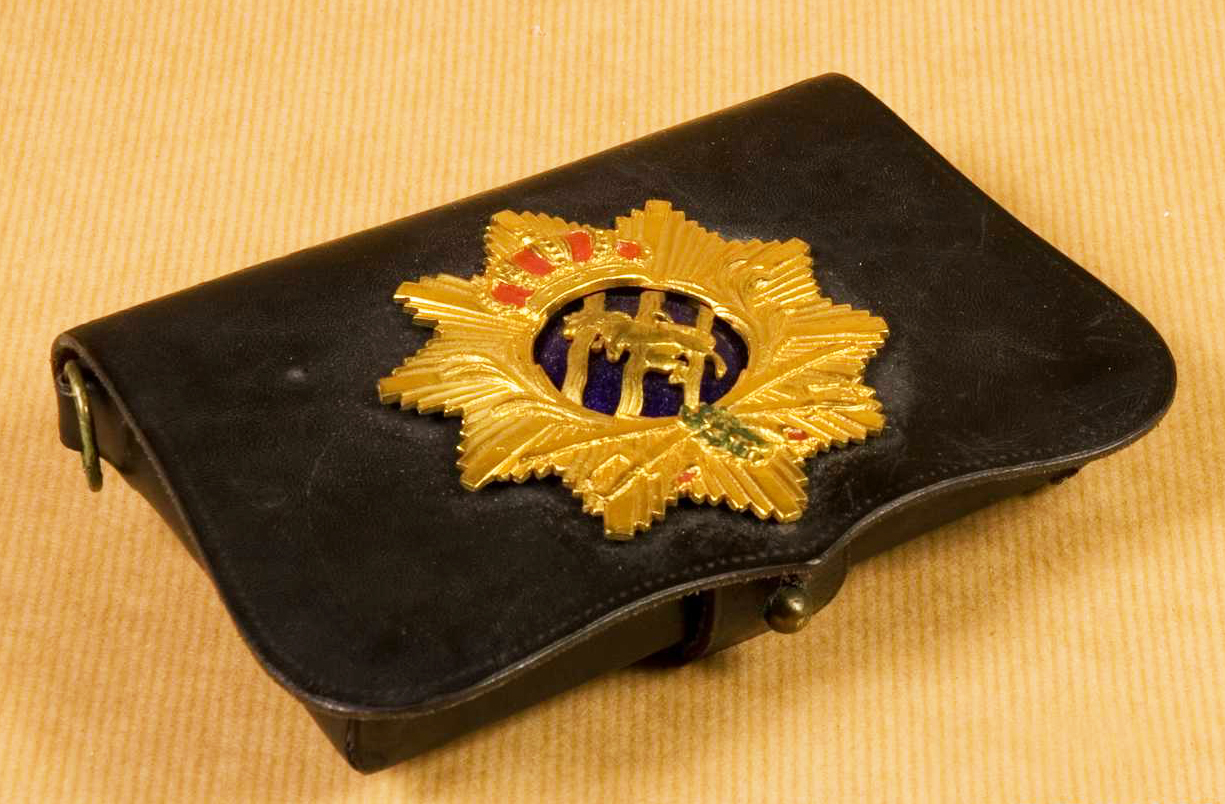
Kartuschlåda m/1893 för officer vid Göta artilleriregemente (A 2).
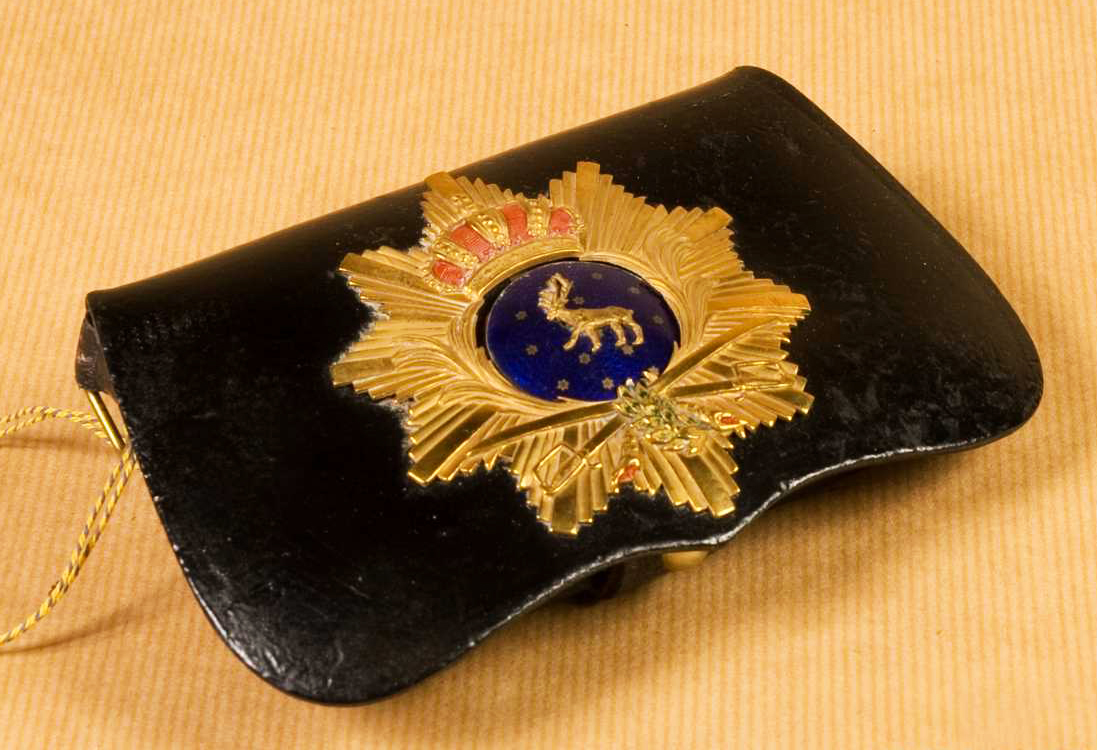
Kartuschlåda m/1893 för överste vid Norrlands artilleriregemente (A 4).
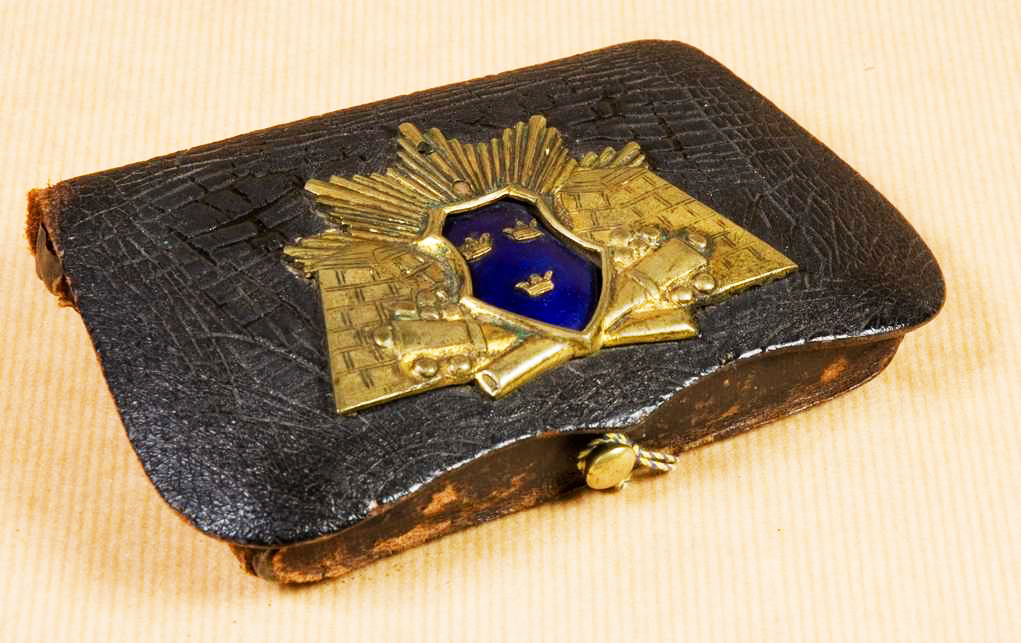
Kartuschlåda m/1893 för officer vid Vaxholms artillerikår (No 5).
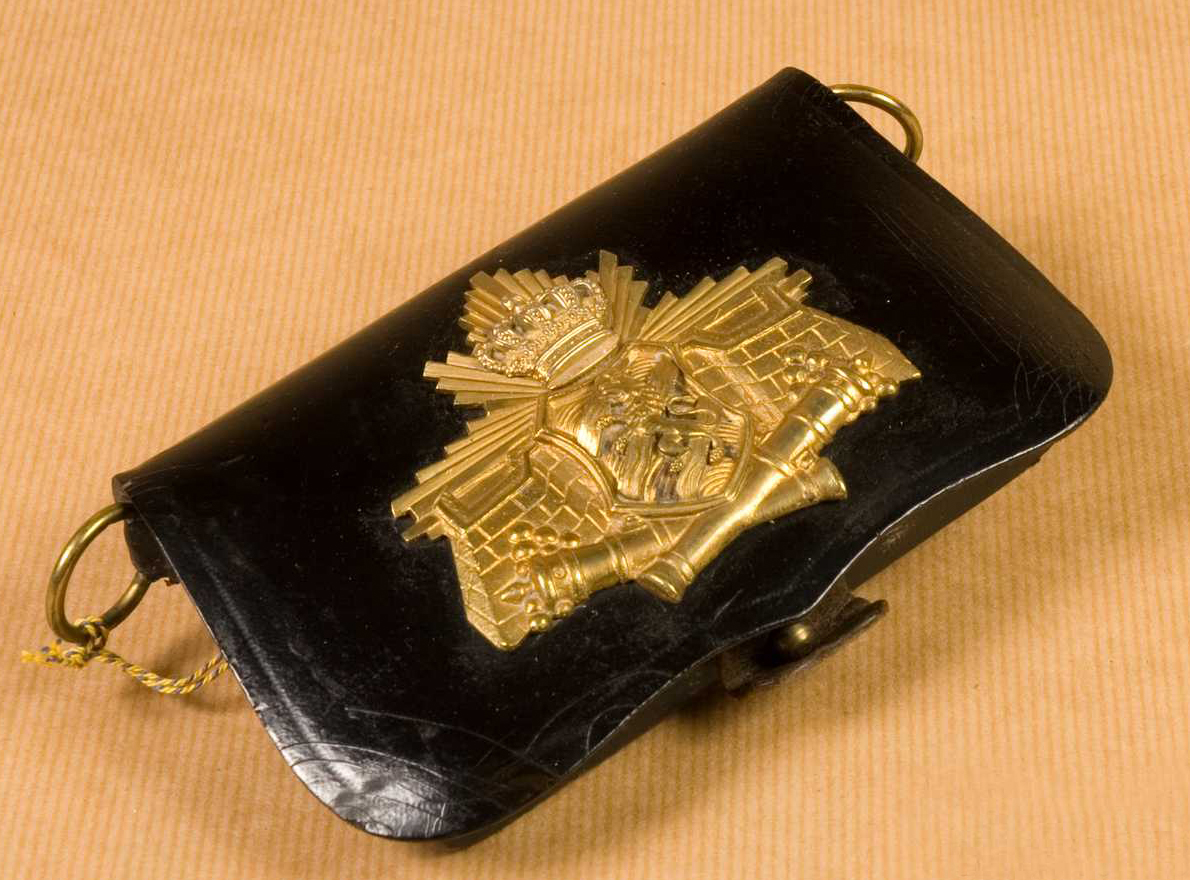
Kartuschväska m/1893 för löjtnant vid Karlsborgs artilleriregemente (A 9).